# ㅂ
Bieup (litera: ㅂ, kor. 비읍) – spółgłoska wargowa należąca do grupy pisma hangul, do oznaczenia spółgłoski zwartej dwuwargowej bezdźwięcznej [p] na początku i końcu słów, oraz spółgłoski zwartej dwuwargowej dźwięcznej [b] pomiędzy samogłoskami. Według transkrypcji McCune’a-Reischauera spółgłoska brzmi "p" i "m", a pomiędzy sylabami "b".. ㅂ współtworzy spółgłoskę ㅃ.
Jak podaje Koreańska Zasada Pisowni (Hunminjeongeum) ㅂ jest szóstą literą alfabetu koreańskiego. Służy ona do reprezentowania bezdźwięcznego, wargowe dźwięku zawartego spółgłosek języka koreańskiego, który powstaje poprzez zatkanie nozdrzy języczkiem, a następnie zamknięcie i wypuszczenie powietrza przez zamknięcie ust górną i dolną wargą.
Dźwięk spółgłoski brzmi podobnie jak "b" w angielskim słowie "beer" lub polskie "p" i "b".

## Pismo

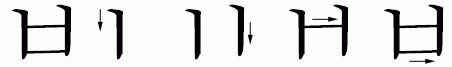
Kolejność stawiania kresek

## Historia
W momencie powstania Hunminjeongeum litera była dziewiątą według kolejności alfabetu, jednak w późniejszych tekstach postawiono ją na szóstym miejscu i pozostało tak do dziś.